# Mario Andrione
Mario Andrione (Aosta, 14 de juny de 1932 - Aosta, 16 de novembre de 2017) fou un advocat i polític valldostà. Militant d'Unió Valldostana, després de les eleccions de 1963 fou nomenat assessor d'instrucció pública dels presidents del Consell de la Vall, Oreste Marcoz i Severino Caveri, fins a 1966.
A les eleccions de 1968 fou novament escollit i fou nomenat secretari de la presidència (1970-1974), alhora que fou comissari del SAVT. El 1974 va substituir Cesare Dujany com a president del Consell, càrrec que va compatibilitzar el 1978 amb el d'assessor de belles arts. El 1984 va dimitir degut a un escàndol relacionat amb el casino de la Vall a Saint Vincent. A les eleccions regionals de la Vall d'Aosta de 1988 fou reescollit, però el 1992 fou suspès del seu càrrec per decret del Consell de Ministres. Després d'alguns anys d'allunyament de la política, tornà el 2006 amb el senador Carlo Perrin per a promoure el nou partit Renouveau Valdôtain
| Precedit per: Cesare Dujany | Presidents de la Vall d'Aosta 1974 - 1984 | Succeït per: Augusto Rollandin |